# Les Granges Brûlées
Les Granges Brûlées este un album de Jean Michel Jarre, lansat prin Eden Roc în Franța și Canada în 1973. Reprezintă coloana sonoră a filmului cu același nume cu Simone Signoret și Alain Delon. În 2003 albumul a fost reeditat pe CD de către Disques Dreyfus. A treia piesă de pe album, L'Hélicoptère, este un extras de pe "Wind Swept Canyon" de pe precedentul album al lui Jarre Deserted Palace.

## Tracklist
1. "La Chanson des granges brûlées" (2:40)
2. "Le Pays de Rose" (2:02)
3. "L'Hélicoptère" (1:29)
4. "Une morte dans la neige" (1:40)
5. "Zig-zag" (2:15)
6. "Le Juge" (1:20)
7. "Le Car/Le Chasse-neige" (1:24)
8. "Thème de l'argent" (1:08)
9. "Rose" (2:15)
10. "Hésitation" (1:00)
11. "La Perquisition et les paysans" (2:35)
12. "Reconstitution" (0:55)
13. "Les Granges brûlées" (3:14)
14. "Descente au village" (0:25)
15. "La vérité" (0:58)
16. "Générique" (2:40)

## Single
- "La Chanson des granges brûlées" (1973)